# Eriopyga carneitincta
Eriopyga carneitincta là một loài bướm đêm trong họ Noctuidae.